# Carlo Garavaglia

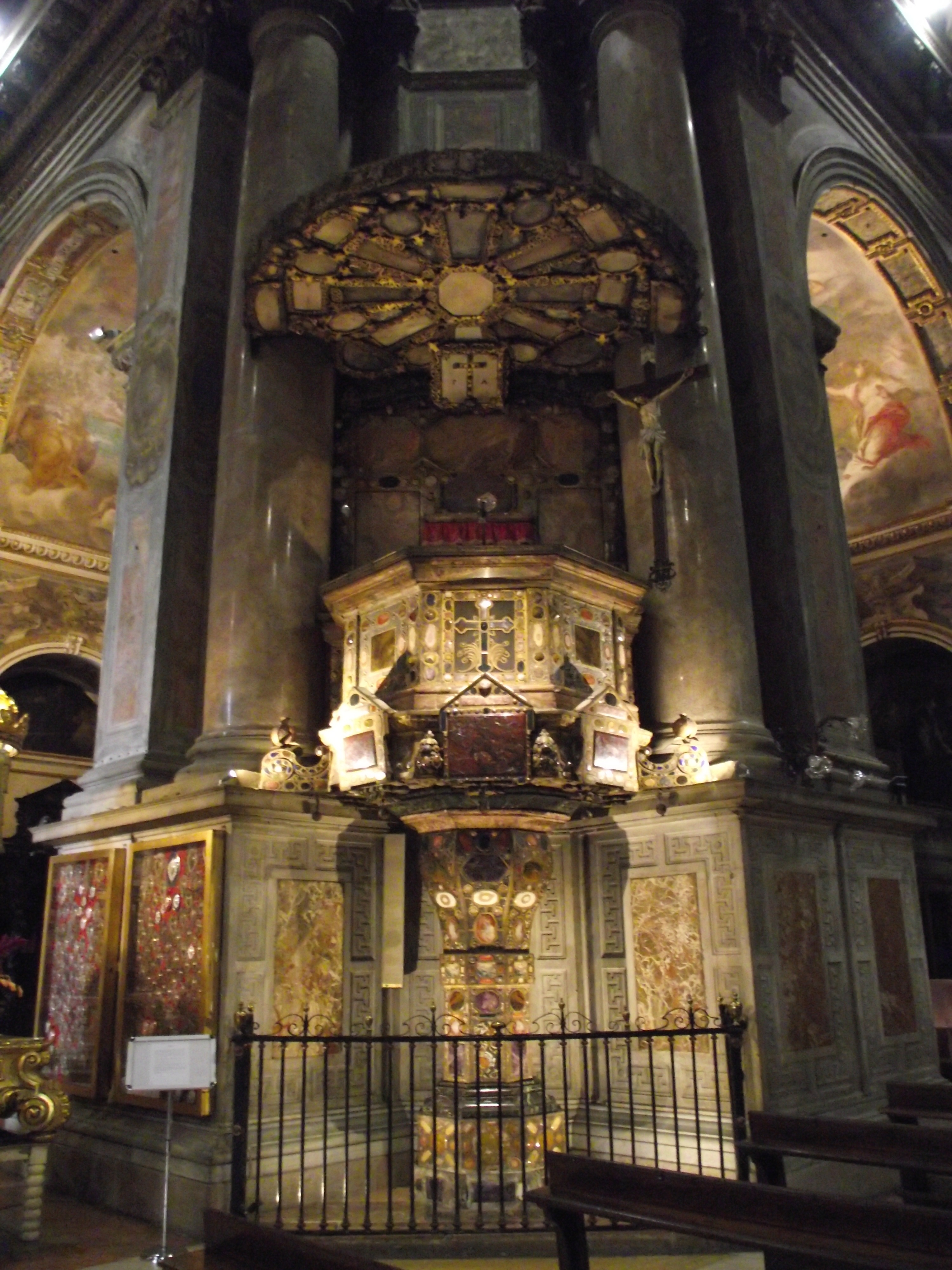
Il pulpito barocco con pietre dure della chiesa di Sant'Alessandro in Zebedia a Milano.

Carlo Garavaglia (Cuggiono, 16 aprile 1617 – Milano, 17 settembre 1663) è stato uno scultore e incisore italiano, vissuto nella prima metà del XVII secolo in Lombardia.

## Biografia
Nacque da Giovanni Battista e da Domenica Gino, e si trasferì nella vicina Milano nel 1633, ove entrò in contatto con vari artisti che lo formarono nella sua attività e coi quali collaborò: Giovanni Battista Salmoirago e il pittore Riccardo Taurini, il doratore Melchion Clerici, l'intagliatore Tranquillo Zuchelli e l'organaro Michelangelo Valvassori.
Operò principalmente a Milano e nei dintorni della città (suo il coro dell'abbazia di Chiaravalle), a Busto Garolfo, a Inveruno (Formelle dell'Altare del Rosario), il coro dell'abbazia olivetana di Villanova del Sillaro ed il battistero della chiesa parrocchiale di Vidardo. 
Verso il 1661 fu autore dei preziosi arredi barocchi incrostati di pietre dure della chiesa di Sant'Alessandro in Zebedia a Milano. 
Ha inoltre collaborato molto attivamente alla scultura delle guglie del duomo di Milano ed è ritenuto da tutti i critici uno dei migliori scultori dell'età barocca.